# حادثه واژگونی قایق در دریاچه آلبرت (۲۰۱۴)
حادثه واژگونی قایق در دریاچه آلبرت (انگلیسی: 2014 Lake Albert boat disaster) در ۲۲ مارس ۲۰۱۴ رخ داد. طی این حادثه قایقی که در حال سفر به آفریقا بود، بنا به گفته پلیس بر اثر واژگونی قایق در دریاچه آلبرت رسماً ۲۵۱ نفر کشته شدند و ۴۵ نفر نجات یافتند.

## حادثه
در ۲۲ ماه مارس ۲۰۱۴، دو قایق حامل پناهجویان کمپ پناهندگی کیانگوالی، ساحل دریاچه آلبرت را به مقصد جمهوری دموکراتیک کنگو (DRC) ترک کردند. در بین راه طی حادثه‌ای یکی از قایق‌ها واژگون شد. به‌دنبال پیروزی سازمان ملل و نیروهای کنگو در ماه‌های اخیر علیه نیروهای دموکرات متحد و گروه‌های شورشی M23، پناهجویان قصد بازگشت به وطن خود کنگو را داشتند. هیچ دلیلی وجود نداشت که ترک اوگاندا توسط پناهجویان به دلیل شرایط اردوگاه پناهندگان بوده باشد.

## ظرفیت بیش از حد[۲]
گزارش‌ها حاکی از آن بوده‌است که علت واژگونی قایق به دلیل پر بودن بیش از حد آن بوده‌است. این یکی از خسارات معمول قایق‌ها به دلیل عدم رعایت قوانین ایمنی در این منطقه بوده‌است. درحالی که قایق ظرفیت پذیرش ۸۰ مسافر را داشته، هنگام وقوع فاجعه ۳۰۰ مسافر در عرشه قایق بوده‌اند؛ که به دلیل نبودن جلیقه نجات و عدم توانایی شنا کردن مسافران منجر تلفات زیادی شد، ضمن اینکه وضعیت مکانیکی قایق نیز خراب بوده‌است.

## تلفات و واکنش‌ها
تلاشهای اولیه در ۲۲ مارس منجر به نجات ۴۵ بازمانده و بهبودی ۱۹ نفر شد. بازماندگان به منطقه بوندیباگ‌یو در اوگاندا منتقل شدند تا تحت مراقبت دولت اوگاندا و کمیساریای عالی پناهندگان سازمان ملل قرار گیرند. در تاریخ ۲۷ مارس شمار تلفات رسمی به ۲۵۱ کشته رسید که تنها ۹۶ تن بالغ و اغلبشان کودک بودند.